# HC Frýdek-Místek
HC Frýdek-Místek (celým názvem: Hockey Club Frýdek-Místek) je český klub ledního hokeje, který sídlí ve městě Frýdek-Místek v Moravskoslezském kraji. Založen byl v roce 1976 jako nástupce TJ Válcovny Plechu. Od roku 1991 s výjimkou pěti let (2004–2009), kdy klub prodal licenci Salithu Šumperk byl pravidelným účastníkem 2. ligy. Od sezóny 2015/16 klub úzce spolupracuje s extraligovým celkem HC Oceláři Třinec. V sezoně 2015/16 se klubu podařilo postoupit do 1. ligy. 
Své domácí zápasy odehrává v hale Polárka s kapacitou 2 456 diváků.

## Historie

### Začátky hokeje ve Frýdku-Místku
Historie ledního hokeje sahá do poloviny minulého století, kdy se provozoval na přírodní ploše poblíž řeky Ostravice. Koncem šedesátých let došlo v důsledku stále se horšících přírodních podmínek k zániku organizovaného hokeje.

### 70-80. léta
O deset let později byla zahájena výstavba otevřené umělé plochy a po jejím dokončení vznikl oddíl ledního hokeje při TJ Válcovny plechu. Od 1.1.1977 přešla plocha do majetku TJ Slezan a pod tuto jednotu přešel i oddíl ledního hokeje s kompletními družstvy dospělých, dorostu a žáků. V návaznosti na stávající zařízení došlo k vybudování Víceúčelové sportovní haly, v jejíchž prostorách oddíl ledního hokeje působil od 18.8.1986. Od svého založení do konce 80. let klub působil střídavě v krajském přeboru I. a II. třídy.

### 90. léta – současnost
V sezóně 1989–1990 se klubu TJ Slezan povedlo poprvé v historii postoupit do 2. ligy, když vyhráli Severomoravský hokejový přebor. Do druholigové sezóny 1990–1991 však už po Sametové revoluci nastoupili jako HC. Druhou ligu hrál klub až do sezóny 2003–2004, kdy z finančních důvodů klub prodal druholigovou licenci do HC Snake Ostrava (který později ukončil činnost a přenechal licenci Šumperku). Frýdecko-místečtí tedy hráli od sezóny 2004–2005 pouze Moravskoslezský krajský přebor, ale v sezóně 2008–2009 HC Frýdek-Místek znovu postoupil do 3. nejvyšší soutěže v republice – II. hokejové ligy – skupina Východ. Vyhrál Krajskou ligu mužů a následně vyhrál i Kvalifikaci o II. ligu. Soupeřem mu byli HC Uherské Hradiště a HC Moravské Budějovice. Kuriózní je, že na první zápasy KLM přicházelo pravidelně kolem 100 diváků a v zápase proti Moravským Budějovicím přišlo kolem 3000 diváků.
V létě roku 2009 se rozhodlo na zasedání zastupitelů města, že se chátrající Víceúčelová sportovní hala zbourá a místo ní se vybuduje nová hala Polárka pro 2000 diváků. HC Frýdek-Místek skončil ve svém premiérovém ročníku v 2. lize poslední, ale díky reorganizaci 2. ligy se udrželi i pro sezónu 2010–2011. V sezóně 2010–2011 splnili předsezónní cíl klubu, tedy postup do nadstavby o 7.–12. místo, kterou vybojovali až v posledním zápase základní části, když vyhráli 2:3 na vsetínském lapači. Nakonec skončili na jedenáctém místě z patnácti účastníků. V sezóně 2011–2012 po deseti letech postoupili do play off 2. ligy z 8. místa. Ve čtvrtfinále je však vyřadil HC AZ Havířov 2010.
V říjnu 2013 byla zbourána Víceúčelová sportovní hala, domácí halou byla pro frýdecký klub necelých 27 let. Jelikož hala Polárka byla v průběhu sezóny rozestavěná, hokejisté Frýdku-Místku hráli v sezóně 2013/2014 na Zimním stadionu v Ostravě-Porubě (muži) a mobilní provizorní hokejové hale u fotbalového stadionu (mládež).

## Historické názvy
Zdroj: 
- 1976 – TJ VP Frýdek-Místek (Tělovýchovná jednota Válcovny Plechu Frýdek-Místek)
- 1977 – TJ Slezan Frýdek-Místek (Tělovýchovná jednota Slezan Frýdek-Místek)
- 1990 – HC Slezan Frýdek-Místek (Hockey Club Slezan Frýdek-Místek)
- 1997 – HC Frýdek-Místek (Hockey Club Frýdek-Místek)

## Přehled ligové účasti
Stručný přehled
Zdroj: 
- 1976–1977: Okresní přebor (7. ligová úroveň v Československu)
- 1977–1979: Severomoravský krajský přeborr - I. třída (4. ligová úroveň v Československu)
- 1979–1980: Severomoravský krajský přebor - II. třída (4. ligová úroveň v Československu)
- 1980–1981: Severomoravský krajský přebor - I. třída (3. ligová úroveň v Československu)
- 1981–1983: Severomoravský krajský přebor - II. třída (4. ligová úroveň v Československu)
- 1983–1987: Severomoravská krajská soutěž (5. ligová úroveň v Československu)
- 1987–1990: Severomoravský krajský přebor (4. ligová úroveň v Československu)
- 1990–1991: 2. ČNHL – sk. C (3. ligová úroveň v Československu)
- 1991–1993: 2. ČNHL – sk. D (3. ligová úroveň v Československu)
- 1993–2004: 2. liga – sk. Východ (3. ligová úroveň v České republice)
- 2004–2009: Moravskoslezský krajský přebor (4. ligová úroveň v České republice)
- 2009–2016: 2. liga – sk. Východ (3. ligová úroveň v České republice)
- 2016– : 1. liga (2. ligová úroveň v České republice)

Jednotlivé ročníky
Zdroj: 
Legenda: červené podbarvení - sestup, zelené podbarvení - postup, fialové podbarvení - reorganizace, změna skupiny či soutěže
| Československo (1976 – 1993) |                                           |        |    |     |                                                             |          |                       |
| Ročník                       | Soutěž                                    | Úroveň | PK | ZČ  | Play-off                                                    | Cel. um. | Pozn.                 |
| 1976/1977                    | Okresní přebor                            | 7.     | –  | 1.  |                                                             | 1.       | Postup                |
| 1977/1978                    | Severomoravský krajský přebor - I. třída  | 4.     | –  | 6.  |                                                             | 6.       |                       |
| 1978/1979                    | Severomoravský krajský přebor - I. třída  | 4.     | –  | 7.  |                                                             | 7.       | Sestup                |
| 1979/1980                    | Severomoravský krajský přebor - II. třída | 4.     | –  | 3.  |                                                             | 3.       | Postup                |
| 1980/1981                    | Severomoravský krajský přebor - I. třída  | 3.     | 10 | 10. |                                                             | 10.      | Sestup                |
| 1981/1982                    | Severomoravský krajský přebor - II. třída | 4.     | –  | 4.  |                                                             | 4.       |                       |
| 1982/1983                    | Severomoravský krajský přebor - II. třída | 4.     | –  | 6.  |                                                             | 6.       |                       |
| 1983/1984                    | Severomoravská krajská soutěž             | 5.     | –  | 2.  |                                                             | 2.       | Kvalifikace           |
| 1984/1985                    | Severomoravská krajská soutěž             | 5.     | –  | 4.  |                                                             | 4.       |                       |
| 1985/1986                    | Severomoravská krajská soutěž             | 5.     | –  | –.  |                                                             | –.       |                       |
| 1986/1987                    | Severomoravská krajská soutěž             | 5.     | –  | 1.  |                                                             | 1.       | Postup                |
| 1987/1988                    | Severomoravský krajský přebor             | 4.     | –  | 4.  |                                                             | 4.       |                       |
| 1988/1989                    | Severomoravský krajský přebor             | 4.     | –  | 2.  |                                                             | 2.       |                       |
| 1989/1990                    | Severomoravský krajský přebor             | 4.     | –  | 1.  |                                                             | 1.       | Postup                |
| 1990/1991                    | 2. ČNHL – sk. C                           | 3.     | 10 | 4.  |                                                             | 4.       |                       |
| 1991/1992                    | 2. ČNHL – sk. D                           | 3.     | 8  | 5.  |                                                             | 5.       |                       |
| 1992/1993                    | 2. ČNHL – sk. D                           | 3.     | 8  | 6.  |                                                             | 6.       |                       |
| Česko (1993 – )              |                                           |        |    |     |                                                             |          |                       |
| Ročník                       | Soutěž                                    | Úroveň | PK | ZČ  | Play-off                                                    | Cel. um. | Pozn.                 |
| 1993/1994                    | 2. liga – sk. Východ                      | 3.     | 16 | 7.  | Ne                                                          | 7.       |                       |
| 1994/1995                    | 2. liga – sk. Východ                      | 3.     | 16 | 7.  | Ne                                                          | 7.       |                       |
| 1995/1996                    | 2. liga – sk. Východ                      | 3.     | 16 | 12. | Ne                                                          | 12.      |                       |
| 1996/1997                    | 2. liga – sk. Východ                      | 3.     | 16 | 9.  | Ne                                                          | 9.       |                       |
| 1997/1998                    | 2. liga – sk. Východ                      | 3.     | 16 | 3.  | Čtvrtfinále (prohra 0:2 na zápasy s BK Mladá Boleslav)      | 3.       |                       |
| 1998/1999                    | 2. liga – sk. Východ                      | 3.     | 16 | 10. | Ne                                                          | 9.       |                       |
| 1999/2000                    | 2. liga – sk. Východ                      | 3.     | 12 | 9.  | Ne                                                          | 9.       |                       |
| 2000/2001                    | 2. liga – sk. Východ                      | 3.     | 12 | 12. | Ne                                                          | 12.      |                       |
| 2001/2002                    | 2. liga – sk. Východ                      | 3.     | 12 | 6.  | Čtvrtfinále (prohra 0:2 na zápasy s HK Nový Jičín)          | 6.       |                       |
| 2002/2003                    | 2. liga – sk. Východ                      | 3.     | 12 | 11. | Ne                                                          | 11.      |                       |
| 2003/2004                    | 2. liga – sk. Východ                      | 3.     | 12 | 10. | Ne                                                          | 9.       | Sestup                |
| 2004/2005                    | Moravskoslezský krajský přebor            | 4.     | 7  | 4.  | Ne                                                          | 4.       |                       |
| 2005/2006                    | Moravskoslezský krajský přebor            | 4.     | 6  | 4.  | Ne                                                          | 4.       |                       |
| 2006/2007                    | Moravskoslezský krajský přebor            | 4.     | 8  | 5.  | Ne                                                          | 5.       |                       |
| 2007/2008                    | Moravskoslezský krajský přebor            | 4.     | 6  | 3.  | Ne                                                          | 3.       |                       |
| 2008/2009                    | Moravskoslezský krajský přebor            | 4.     | 7  | 1.  | Ne                                                          | 1.       | Kvalifikace o 2. ligu |
| 2009/2010                    | 2. liga – sk. Východ                      | 3.     | 12 | 12. | Ne                                                          | 12.      |                       |
| 2010/2011                    | 2. liga – sk. Východ                      | 3.     | 15 | 12. | Ne                                                          | 11.      |                       |
| 2011/2012                    | 2. liga – sk. Východ                      | 3.     | 11 | 8.  | Čtvrtfinále (prohra 0:3 na zápasy s HC AZ Havířov 2010)     | 8.       |                       |
| 2012/2013                    | 2. liga – sk. Východ                      | 3.     | 10 | 9.  | Ne                                                          | 9.       |                       |
| 2013/2014                    | 2. liga – sk. Východ                      | 3.     | 12 | 8.  | Čtvrtfinále (prohra 2:3 na zápasy s LHK Jestřábi Prostějov) | 8.       |                       |
| 2014/2015                    | 2. liga – sk. Východ                      | 3.     | 11 | 10. | Ne                                                          | 10.      |                       |
| 2015/2016                    | 2. liga – sk. Východ                      | 3.     | 12 | 1.  | Finále (výhra 3:2 na zápasy s VHK Vsetín)                   | 1.       | Kvalifikace o 1. ligu |
| 2016/2017                    | 1. liga                                   | 2.     | 14 | 9.  | Čtvrtfinále (prohra 1:4 na zápasy s HC Dukla Jihlava)       | 8.       |                       |
| 2017/2018                    | 1. liga                                   | 2.     | 14 | 10. | Ne                                                          | 10.      |                       |
| 2018/2019                    | 1. liga                                   | 2.     | 15 | 9.  | Ne                                                          | 9.       |                       |
| 2019/2020                    | 1. liga                                   | 2.     | 16 | 11. | Ne                                                          | 11.      |                       |
| 2020/2021                    | 1. liga                                   | 2.     | 18 | 14. | Ne                                                          | 14.      |                       |
| 2021/2022                    | 1. liga                                   | 2.     | 17 | 10. | Předkolo (prohra 1:2 na zápasy s HC Slavia Praha)           | 10.      |                       |
| 2022/2023                    | 1. liga                                   | 2.     | 14 | 9.  | Předkolo (prohra 0:2 na zápasy s HC Zubr Přerov)            | 9.       |                       |
| 2023/2024                    | 1. liga                                   | 2.     | 14 | 13. | Ne                                                          | 13.      |                       |
| 2024/2025                    | 1. liga                                   | 2.     | 14 | 13. | Ne                                                          | 13.      |                       |